# Église évangélique luthérienne de Colombie
L'Iglesia Evangélica Luterana de Colombia (IELCO - Église évangélique luthérienne de Colombie) est une église luthérienne colombienne, membre de la Fédération mondiale luthérienne.  Elle compte environ 3 000 membres.